# Herenthout
Herenthout è un comune belga di 8 462 abitanti nelle Fiandre (Provincia di Anversa).